# Egoísta
Egoista è il primo singolo estratto dall'album Carpe Diem dell'attrice e cantante Belinda.  Questo singolo viene pubblicato l'8 febbraio 2010 su stazioni radio, e in digitale download il 23 febbraio. La canzone vede la partecipazione del rapper cubano Pitbull. La canzone era stata originariamente registrata in spagnolo, ma in seguito ne fu ripubblicata una versione in inglese dalla quale fu ricavato il video musicale.

## Dal vivo
Belinda cantò la canzone insieme a Pitbull per la prima volta al programma televisivo El Show de Cristina il 26 aprile 2010. Entrambi gli artisti cantarono in playback (reso evidente da alcuni errori commessi da Pitbull). In occasione dell'annuale Premios Juventud del 2010 Belinda e Pitbull ricantarono il brano dal vivo.

## Il video
Una parte del video musicale è stata girata a Miami insieme a Pitbull a fine marzo 2010. Nel maggio 2010 ha girato il finale e seconda parte del video, in cui ha indossato quattro abiti diversi, tra cui un abito bianco con bande nere e un grande fiocco rosa in testa, come la cover del suo album. Lei è la regista del video insieme a Vance Burberry. Il video è stato prodotto da Belinda e Nacho Peregrín.
Il video è ambientato in un ambiente gotico con uno scenario di un castello e di elementi di nero, rosa e rosso, e la compagnia di ballerini e due cani. Il video è stato girato sotto la regia di Vance Burberry, che ha lavorato con artisti come Madonna, Britney Spears, Marilyn Manson e Santana.
Il video è stato pubblicato il 21 giugno 2010 sul canale ufficiale di YouTube della cantante e il giorno seguente su altri canali musicali.

## Classifiche
| Classifica (2010)              | Posizione massima |
| ------------------------------ | ----------------- |
| US Tropical Songs (Billboard)  | 29                |
| Venezuelan Airplay Chart       | 24                |
| Venezuelan Latin Airplay Chart | 8                 |